# フランソワ・ド・ラ・トレモイユ
フランソワ（2世）・ド・ラ・トレモイユ（François (II) de La Trémoille, vicomte de Thouars, 1505年 - 1541年）は、ヴァロワ朝時代フランスの貴族。第36代トゥアール子爵。

## 生涯
トゥアール子爵ルイ2世・ド・ラ・トレモイユの子息シャルル・ド・ラ・トレモイユ（1485年 - 1515年）と、妻ルイーズ・ド・コエティヴィの間の息子。1515年マリニャーノの戦いで父を、1525年パヴィアの戦いで祖父を亡くし、20歳でラ・トレモイユ家の家督を継いだ。トゥアール子爵の他、タルモン公、タイユブール伯、ギーヌ伯、ブノン伯、クラン、ロワイヤン、シュリー、リル＝ブシャール、ブランドワ、モレオン、マルイユ、マラン、ロシュフォール、サンテルミーヌ及びドゥエの男爵であった。
1536年3月10日付のパリ高等法院の布告により、領地の1つロシュフォールを王領地に編入され、翌1537年10月31日にロシュフォール城の城代（シャトラン）職を失った。国王の官吏たちはこの王領地編入を正当化する根拠として、1453年のカスティヨンの戦いに際してラ・トレモイユ家が王室から1万8000エキュの借入金を与えられたことを持ち出し、この件の負債の帳消しだと主張した。

## 子女
1521年1月23日、アンヌ・ド・ラヴァルと結婚、間に8人の子をもうけた。
- ルイ3世（1521年 - 1577年） - トゥアール子爵[1]（のち公爵）
- フランソワ（1555年没） - ブノン伯、モンタギュー男爵、 アンドレ・ド・フォワ（英語版）の寡婦フランソワーズ・デュ・ブーシェと結婚
- シャルル（1551年没） - モレオン男爵及びマラン男爵、サン＝ラン・ド・トゥアール（フランス語版）修道院長及びノートルダム・ド・シャンボン（フランス語版）修道院長
- ジョルジュ（1584年没） - ロワイヤン及びオロンヌ男爵、パンティエーヴル公爵の妹マドレーヌ・ド・リュクサンブールと結婚
- クロード（1556年没） - ノワールムティエ男爵、アントワネット・ド・マイエと結婚
- ルイーズ（1569年没） - ロシュフォール女男爵、フィリップ・ド・レヴィ＝ミルポワと結婚
- ジャクリーヌ（1599年没） - マラン、サント＝エルミーヌ、ブランドワ及びブレム＝シュル＝メール女男爵、サンセール伯爵ルイ4世・ド・ビュエイユ（英語版）と結婚
- シャルロット - 修道女